# AC-2

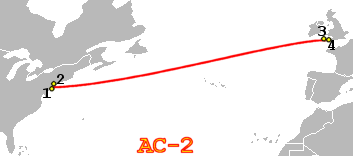
Маршрут підводного кабелю.

AC-2 (Atlantic Crossing 2) або Yellow — трансатлантичний телекомунікаційний кабель, що з'єднує США та Велику Британію. Різні власники цієї телекомунікаційної системи дають їй різні назви: AC-2 та Yellow. Увійшов в експлуатацію у листопаді 2000 році. Станом на 2007 рік пропускна здатність кабелю сягає 320 гігабіт на секунду з потенційною можливістю апґрейду в майбутньому до 640 гігабіт на секунду. Фізично кабель сполучає село Більбао, що в штаті Нью-Йорк (США) і місто Буд, яке знаходиться на півночі графства Корнуол, в Англії. Довжина кабелю складає майже 4000 миль (близько 6400 кілометрів)